# Kinepolis
Kinepolis是比利时的一家连锁影院，成立于1997年，由影院集团Bert和Claeys合并而成。现在欧洲和北美拥有110家影院，是欧洲第三大连锁影院。